# Poddubrovka
Poddubrovka (en rus: Поддубровка) és un poble de l'óblast de Lípetsk, a Rússia, que el 2011 tenia 1.013 habitants. Pertany al districte rural d'Úsman.